# تينوس لامبيليون
تينوس لامبيليون (بالهولندية: Tinus Lambillion)‏ (17 أغسطس 1912 – 18 يناير 1994) هو ملاكم هولندي راحل، مثّل بلاده في الألعاب الأولمبية الصيفية 1936.

## روابط خارجية
تينوس لامبيليون على موقع أوليمبيديا (الإنجليزية)